# Odostomia bulimulus
Odostomia bulimulus is een slakkensoort uit de familie van de Pyramidellidae. De wetenschappelijke naam van de soort is voor het eerst geldig gepubliceerd in 1874 door Monterosato.